# Mironice (osada leśna)
Mironice – osada leśna w Polsce, położona w województwie lubuskim, w powiecie gorzowskim, w gminie Kłodawa.
W latach 1975–1998 miejscowość należała administracyjnie do województwa gorzowskiego.